# 캠브리아 카운티 워 메모리얼 아레나
캠브리아 카운티 워 메모리얼 아레나(Cambria County War Memorial Arena)는 미국 펜실베이니아주 존스타운에 위치한 실내 경기장이다. 과거 IHL 존스타운 제츠와 ECHL 존스타운 치프스의 홈경기장으로 사용했다.